# 长乐东站
长乐东站位于中国福建省福州市长乐区古槐镇，是福平铁路上的一个铁路车站，由南昌局集团管辖。2020年12月26日随福平铁路通车而启用。

## 车站结构

### 车站楼层
| 地面 | 站厅     | 售票处、候车区、进站口、出站口    |  |  |
|      | 侧式站台 |                                   |  |  |
|      | 上行站台 | 福平铁路 平潭方向（下站：长乐南） |  |  |
|      |          | 福平铁路 平潭方向越行线           |  |  |
|      |          | 福平铁路 福州方向越行线           |  |  |
|      | 下行站台 | 福平铁路 福州方向（下站：长乐）   |  |  |
|      | 侧式站台 |                                   |  |  |